# Polanie II
Polanie 2 – gra komputerowa, stanowiąca połączenie gry RTS i gry fabularnej. Stworzona została przez polską firmę Reality Pump Studios i wydana w Polsce przez TopWare 15 września 2003 roku. Jest kontynuacją gry Polanie z 1996 roku. Na Zachodzie została wydana pod tytułem KnightShift.

## Opis fabuły
Gra rozpoczyna się w 704 roku. Wtedy to Kościej przejmuje władzę na terenach Polan, a dawnego władcę, młodego księcia Mirka, przenosi do innego wymiaru. Po pięciu latach kapłan Dobromir odnajduje Mirka i przywraca go do normalnego świata. W tym momencie przejmujemy kontrolę nad księciem i rozpoczynamy długą i trudną walkę ze złem.

## Tryby gry
- kampania – została podzielona na 3 części. Pierwsza opowiada o walce Mirka z Kościejem i o tajemnicach przeszłości. W drugiej szukamy ukochanej Mirka, walczymy z wrogimi plemionami i z siłami czarnej magii. W ostatniej kampanii szukamy części legendarnego artefaktu: Smoczej Zbroi, by móc pokonać smoka, pustoszącego wioski i grody Polan. Wszystkie kampanie to połączenie RTS i RPG.
- potyczka – tradycyjny tryb RTS, w którym rozwijamy wioskę, odkrywamy teren, nowe technologie i niszczymy wrogów. Postacie za zabitych wrogów dostają doświadczenie. Podstawą ekonomii jest mleko.
- tryb RPG – tradycyjny tryb RPG, w którym rozwijamy bohatera, wykonujemy zadania i zbieramy lepsze uzbrojenie. Wśród kilkunastu misji zamieszczono specjalną kampanię RPG, szukamy w niej maga Dobromira.
- gra wieloosobowa – możliwość grania w Potyczkę i RPG w internecie (maksymalnie do 8 graczy).